# Dylan Arnold
Dylan Arnold (Seattle, 11 febbraio 1994) è un attore statunitense. È famoso per aver interpretato il ruolo di Noah nel film sentimentale After (2019), ruolo che ha ripreso nel suo sequel After 2 (2020), e per aver interpretato Cameron Elam in Halloween (2018) e nel sequel Halloween Kills (2021).

## Biografia

### Primi anni
Dylan Arnold è nato a Seattle l’11 febbraio 1994 ed è cresciuto a Bainbridge Island. Ha frequentato l'University of North Carolina School of the Arts.

### Carriera
Ha esordito come attore nel 2010 nel cortometraggio Shortcomings. Dopo aver recitato in alcuni altri cortometraggi, nel 2014 ha recitato nel film Dimmi quando.
Nel 2017 ottiene il suo primo ruolo importante nel film Mudbound. L'anno successivo è nel cast del film Halloween e della serie televisiva Nashville. L'anno successivo ha partecipato alla prima stagione della serie The Purge nel ruolo di Henry.
Nel 2019 ha recitato nel film After nel ruolo di Noah, ruolo che riprenderà nel 2020 nel suo sequel, After 2.
Nel novembre 2020, Arnold entrò a far parte del cast della terza stagione della serie thriller di Netflix You.
Sul palcoscenico ha interpretato nel 2019 Justin in Good Boys and True di Roberto Aguirre-Sacasa alla Pasadena Playhouse.

## Filmografia

### Cinema
- Shortcomings, regia di Andrew Reisfeld - cortometraggio (2010)
- On the Brightside, regia di Laura Holliday - cortometraggio (2010)
- Rockstars: The Pete Weaver Experience, regia di Laura Holliday - cortometraggio (2011)
- Fat Kid Rules the World, regia di Matthew Lillard (2012)
- Doghouse, regia di Wilson West - cortometraggio (2012)
- Helpless, regia di Christene Seda - cortometraggio (2013)
- Dimmi quando (Laggies), regia di Lynn Shelton (2014)
- In corsa per la vita (One Square Mile), regia di Charles-Olivier Michaud (2014)
- 7 Minutes, regia di Jay Martin (2014)
- The Coat, The Check, and the Trial, regia di Michael Kauffman - cortometraggio (2016)
- Mudbound, regia di Dee Rees (2017)
- Ten, regia di Chris Robert (2017)
- Halloween, regia di David Gordon Green (2018)
- Disfluency, regia di Laura Holliday - cortometraggio (2018)
- After, regia di Jenny Gage (2019)
- Adventure Force 5, regia di Michael Younesi (20)
- Come Be Creepy With Us, regia di Elizabeth Fletcher - cortometraggio (2019)
- Abnormal Cells Make Pretty Flowers, regia di Philip Blue - cortometraggio (2019)
- After 2 (After We Collided), regia di Roger Kumble (2020)
- Halloween Kills, regia di David Gordon Green (2021)
- Oppenheimer, regia di Christopher Nolan (2023)

### Televisione
- When We Rise - miniserie TV, 1 episodio (2017)
- Nashville - serie TV, 8 episodi (2018)
- The Purge - serie TV, 3 episodi (2018)
- S.W.A.T. - serie TV, 2 episodi (2017-2019)
- Discover Indie Film - serie TV, 1 episodio (2019)
- Into the Dark – serie TV, 2 episodi (2019-2020)
- Trish & Scott – serie TV, 2 episodi (2020)
- You – serie TV (2021)

## Doppiatori italiani
Nelle versioni in italiano delle opere in cui ha recitato, Dylan Arnold è stato doppiato da:
- Manuel Meli in  Halloween, You, Halloween Kills, Oppenheimer
- Alessandro Campaiola in After, After 2
- Alberto Franco in Mudbound, In corsa per la vita
- Jacopo Calatroni in The Purge

## Riconoscimenti
- 2019 – 'CinEuphoria Awards
  - Nomination miglior cast per Mudbound (con Carey Mulligan, Garrett Hedlund, Jonathan Banks, Jason Clarke, Mary J. Blige, Rob Morgan, Jason Mitchell e Lucy Faust)